# Simplicia clarilinea
Simplicia clarilinea là một loài bướm đêm trong họ Noctuidae.